# Коко Остин
Вижте пояснителната страница за други личности с името Остин.
Никол Натали Мароу (на английски: Nicole Natalie Marrow), по баща Остин, по-известна като Коко Остин, Коко, Коко Мари Остин, Коко Мария, Коко-T, е американска актриса, танцьорка, гламур модел и уеб личност. Омъжена е за рапъра и актьор Айс-Ти.

### Ранен живот
Родена е на 17 март 1979 г. Остин е със сръбска кръв, но е родена в Бевърли Хилс, Калифорния. Нейните родители са актьори, които са се срещнали на снимачната площадка на Bonanza. Остин има по-малка сестра Кристи Уилямс и три по-малки братя. Като дете малката ѝ сестра погрешно произнасяла името ѝ, казвайки и „Коул Коул“ или „Ко-ко“ на мястото на „Никол“. В крайна сметка цялото семейство започва да се обръща към нея с „Коко“. Семейството се мести в Албакърки, Ню Мексико, когато тя е била на 10. Израства като мъжкарана – кара четириколки и играе футбол. Остин започва да танцува (джаз, степ и балет) на 6-годишна възраст и е въведена на сцената от майка си още от малка. Участвала е в множество продукции в Малък Театър Албакърки.

### Кариера
На 18 години печели конкурса Мис Ujena 1998 г. в Мексико. На 24 години Остин започва да се специализира в снимките на бански костюми и бельо. Взема участия в конкурси за снимки по бански костюми и модели за календари, каталози и видеоклипове. През 2001 г. Остин работи за Плейбой в продължение на шест месеца в техни събития и партита в имението „Плейбой“. Появява се и в нискобюджетни филми, включително „Southwest Babes“ (2001), „Desert Rose“ (2002), „The Dirty Monks“ (2004) и има малка роля във филма „Тира“ (2008).
Остин е гост участник в ТВ предавания и прояви, включително „Хип-хоп съпруги“, „Comedy Central Roast of Flavor Flav“, Късното шоу с Крейг Фъргюсън, „Шоуто на д-р Оз“ и „Закон и ред: Специални разследвания“.
Тя е включена в мартенския брой за 2008 г. на списание Playboy, прави също много снимки и за друго Американско списание BlackManDigital. Остин се появява в шоуто Celebrity Family Feud по Ен Би Си на 24 юни 2008 г. (с цел благотворителност). Тя и нейният съпруг рапърът Айс-Ти се състезават срещу Джоан и Мелиса Ривърс.
Остин и Айс-Ти участват в телевизионното реалити Ice Loves Coco, чиято премиера е на 12 юни 2011 г., излъчвана по американския сателитен канал E! Entertainment Television.

### Личен живот
Остин и рапърът актьор Трейси (Ice-T) Мароу сключват брак на 31 декември 2001 г. в Лас Вегас. Остин и Мароу подновяват брачните си клетви за 10-годишнината си на шумно събитие в Холивуд на 4 юни 2011 г.
На интервю за Mediaoutrage.com Остин потвърждава, че има гръдни импланти. В същото интервю тя отрича слуховете, че има импланти също и в седалищните части. Съгласява се да участва в телевизионното шоу The Doctors на д-р Андрю Ordon на 20 февруари 2012 г., за ултразвук, който показва, че тя наистина няма силиконови импланти в дупето. На 29 февруари 2012 г., ESPN-Radio 1000 в Чикаго обявява Коко за „най-горещата жена на планетата“.